# Чентро Л (Гросето)
Чентро Л је насеље у Италији у округу Гросето, региону Тоскана.
Према процени из 2011. у насељу је живело 39 становника. Насеље се налази на надморској висини од 16 м.